# Warren de la Rue
Warren de la Rue (Guernsey, 18 de enero de 1815 - Londres, 19 de abril de 1889) fue un químico, de profesión fabricante de papel y astrónomo británico, famoso por sus trabajos pioneros en la fotografía astronómica. Uno de los cráteres de la Luna lleva su nombre, el cráter De La Rue.

## Fotografía lunar
De la Rue comenzó sus primeras experiencias fotográficas sobre la Luna, en 1853, utilizando el novedoso (y de mayor sensibilidad) proceso de colodión puesto a punto por Archer en 1851. Debido a la necesidad de largos tiempos de exposición, dada la baja sensibilidad del material fotográfico utilizado, tuvo que poner a punto un proceso para efectuar un seguimiento prolongado y fiable; con un reflector de 33 cm de abertura de su propia elaboración mejoró y refinó estas técnicas, consiguiendo empezar a tomar imágenes nítidas a partir de 1852: con este sistema solo necesitaba exposiciones de 10 a 30 segundos.

## Fotoheliógrafo
Siguiendo una sugerencia del astrónomo John Herschel para fotografiar la superficie solar a diario, con la idea de registrar clara y permanentemente la actividad solar, encargó la construcción de un telescopio solar muy especial: aunque solo tenía un diámetro de 89 mm estaba dotado de un obturador especial con el cual se podían obtener fotografías con tiempos de exposición de fracciones de segundo. Este fotoheliógrafo le permitió comenzar a capturar la superficie solar rutinariamente: por ello sería comisionado por la Royal Society, en 1858, para iniciar una serie de fotografías del disco del Sol en el observatorio astronómico de Kew que continuó durante otros catorce años; este trabajo pionero sería continuado, a partir del año 1870, por otros observatorios en todo el mundo.
De la Rue ideó un método para realizar fotografía estereoscópica del Sol: consistía en tomar dos imágenes con un intervalo de 26 minutos entre imagen e imagen; con ello se podían observar detalles tridimensionales de la fotosfera solar invisibles de otro modo: con este método encontró que las fáculas se encuentran en la parte superior de la fotosfera y que la parte oscura de las manchas solares (la umbra) está más baja que la periferia.

## Otros trabajos
De la Rue realizó fotografías del eclipse total del 18 de julio de 1860 en España, concretamente en el valle del río Ebro, en la zona de las localidades de Miranda de Ebro y Rivabellosa. Al continuar mejorando su técnica fotográfica publicó numerosos artículos y trabajos sobre fotografía estelar, estudio fotográfico de la Luna, el tránsito de Venus sobre el disco solar, eclipses solares, la superficie solar y otros diversos temas.
Experimentó y mejoró tanto que llegó a obtener una imagen lunar de 28 mm de ancho, tan nítida y perfecta, que podía ampliarse más de veinte veces mostrando todos sus finos detalles. En 1865 publicó fotografías lunares que mostraban prácticamente todos los detalles visibles con un buen telescopio, realizando un estudio especial del cráter Linneo y otros accidentes selenográficos. Con ello demostró que no existían cambios notables en la superficie lunar, aparte de los aparentes debido a la desigual iluminación solar.
Obtuvo también imágenes de Júpiter y Saturno con sus anillos y satélites, extendiendo la técnica del colodión a otros astros todavía más débiles pero sin dejar del todo de lado otros planetas más brillantes.

## Artículos
- ”Drawing of Saturn” (1850), Monthly Notices of the Royal Astronomical Society, Vol. 11, p. 22.
- ”Opposition of Mars, 1852” (1852), Monthly Notices of the Royal Astronomical Society, Vol. 12, p. 173.
- ”Measurements of Saturn” (1856), Monthly Notices of the Royal Astronomical Society, Vol. 16, p. 155.
- ”On Celestial Photography” (1857), Monthly Notices of the Royal Astronomical Society, Vol. 18, p. 54.
- ”Photographs of the Moon” (1858), Monthly Notices of the Royal Astronomical Society, Vol. 18, p. 257.
- ”Stereoscopic Photographs of the Moon” (1858), Monthly Notices of the Royal Astronomical Society, Vol. 19, p. 40.
- “Photographs of the Solar Eclipse of 18 July, 1860” (1861), Monthly Notices of the Royal Astronomical Society, Vol. 21, p. 177.
- ”On the Observations of the Transits of Venus by means of Photography” (1868), Monthly Notices of the Royal Astronomical Society, Vol. 29, p. 48-53.
- ”Corrections to his auxiliary tables of the Sun” (1875), Monthly Notices of the Royal Astronomical Society, Vol. 36, p. 52.